# Memoir of a Sparklemuffin
Memoir of a Sparklemuffin è il secondo album in studio della cantante Brittanica Suki Waterhouse, pubblicato il 13 settembre 2024  dall'etichetta discografica Sub Pop Records.

## Descrizione
Il titolo è ispirato allo Sparklemuffin, un ragno pavone australiano noto per la sua danza di corteggiamento, che Waterhouse ha interpretato come una metafora della vita.
L'album è stato concepito in un periodo intenso per l'artista, tra tour e la gravidanza della sua prima figlia con Robert Pattinson. Durante questo periodo, ha trasformato il soggiorno di casa in uno studio di registrazione casalingo. Musicalmente, il disco mescola Pop alternativo, Folk e Indie rock, con testi che esplorano emozioni contrastanti, esperienze d'amore e frammenti di vita.
La tracklist include 18 brani, tra cui  "Supersad", "Blackout Drunk" e "Model, Actress, Whatever" L'album è stato accolto con recensioni miste, lodato per la sua atmosfera luminosa ma criticato per la sua frammentarietà.

## Tracce
1. Gateway Drug – 2:41
2. Supersad – 2:50
3. Blackout Drunk – 2:28
4. Faded – 2:55
5. Nonchalant – 2:20
6. My Fun – 2:42
7. Model, Actress, Whatever – 3:32
8. To Get You – 4:03
9. Lullaby – 2:03
10. Big Love – 3:19
11. Lawsuit – 2:35
12. OMG – 2:58
13. Twink Twice – 3:12
14. Could've Been A Star – 2:49
15. Legendary – 3:19
16. Everybody Breaks Up Anyway – 2:36
17. Helpless – 3:01
18. To Love – 3:56

Tracce nella versione Deluxe
1. The Bellboy (One Last Crush) – 3:28
2. Everything You Feared – 3:33
3. So Close – 3:06
4. Mother – 3:08
5. Cliffhanger – 3:57
6. Floating Down Confidence River – 3:12
7. Sexy to Someone - BBC Live from Maida Vale – 3:35
8. Dream Woman – 4:08
9. On This Love – 2:49
10. Yeah! Oh, Yeah! - Live from Brooklyn  Paramaout (feat. Stephen Meritt) – 3:14
11. My Fun - Live from Brooklyn  Paramaout – 3:15
12. Good Looking - Live from Brooklyn  Paramaout – 5:25